# Evangelisch-reformierte Kirche Heiden

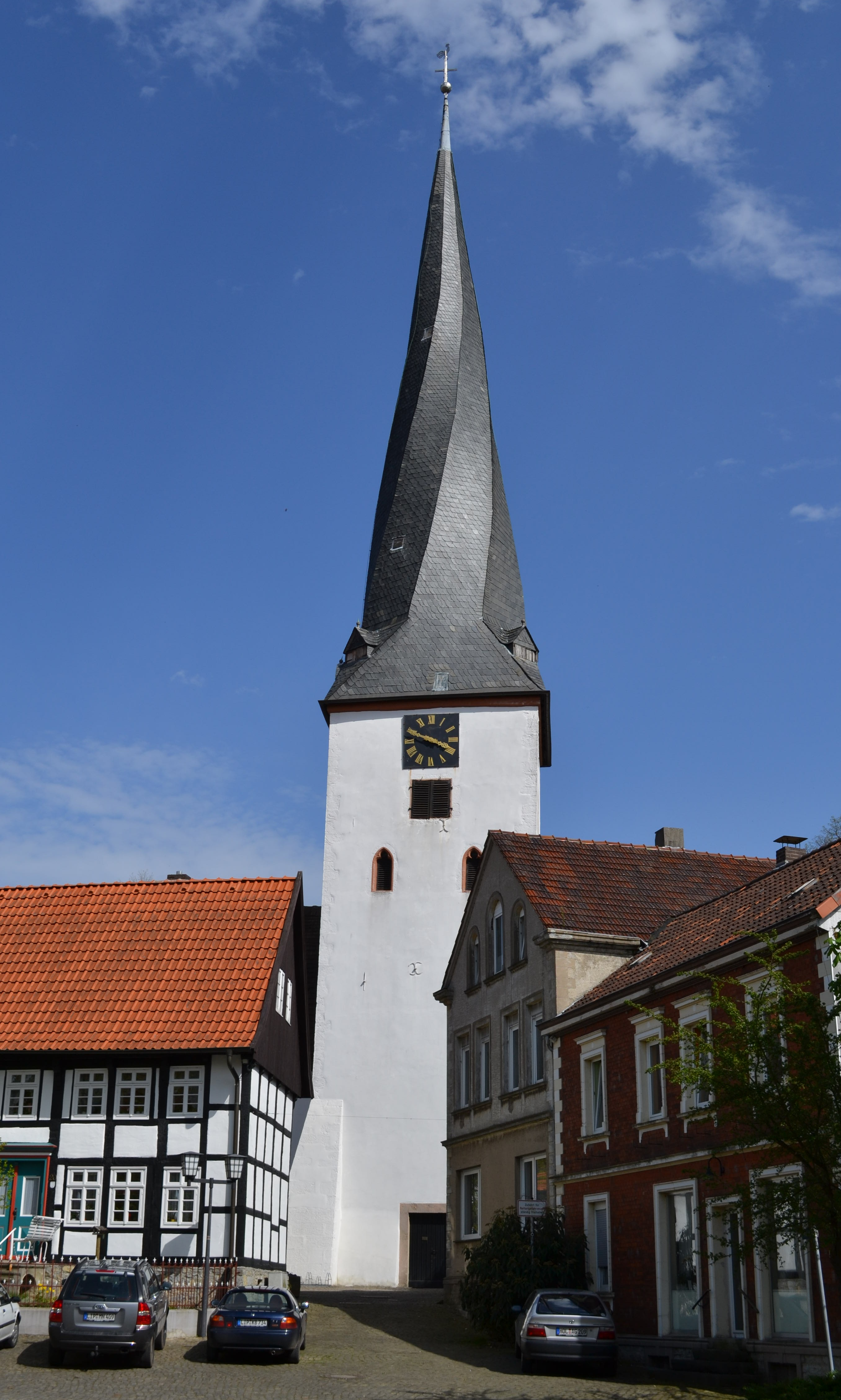
Ev.-ref. Kirche

Die Evangelisch-reformierte Kirche ist ein denkmalgeschütztes Kirchengebäude in der Marktstraße in Heiden, einem Ortsteil von Lage im Kreis Lippe (Nordrhein-Westfalen).

## Geschichte und Architektur
Die Kirche war ursprünglich dem Patrozinium der Heiligen Petrus und Paulus unterstellt. Als Erstbau wurde ein Apsidensaal, vermutlich vom 10. oder 11. Jahrhundert, ergraben. Der älteste Teil des bestehenden Baus ist der Turm vom 11. bis 12. Jahrhundert. Das Schiff ist im Kern wohl vom 12./13. Jahrhundert, es wurde dann nach und nach zur Hallenkirche ausgebaut. Das Südschiff ist älter als das nördliche. Das Mittelschiff wurde neu eingewölbt, ein Chor mit 3/8 Schluss wurde angefügt, der Turm wurde erhöht. Der gewundene Turmhelm von 1594 wurde 1663 erneuert. Die Wände sind durch zwei- und dreiteilige Maßwerkfenster, die zum Teil mit Fischblasen verziert sind, gegliedert. Eine umfassende Renovierung der Kirche wurde 1961 durchgeführt. Durch Fußbodenabsenkungen wurden innen von 1970 bis 1971 die Raumproportionen wiedergewonnen. Gewölbe, teils mit, teils ohne Rippen ruhen auf kreuzförmigen Pfeilern unterschiedlicher Dimensionen. 1958 wurden Wandmalereien aufgedeckt. Seitlich der Chorfenster ist ein Apostelzyklus unter Baldachinen vom Anfang des 15. Jahrhunderts zu sehen. Die Malereien von der zweiten Hälfte des 15. Jahrhunderts stellen die Heiligen Sebastian und Hubertus dar; an die Westwand wurde um 1530 ein überlebensgroßer Christophorus vor einem Landschaftshintergrund gemalt.
Die gesamte Kirchenanlage war rundherum von einer hohen Mauer umgeben und ist die einzig verbürgte Kirchenburg in Lippe. In Krisen- und Notzeiten floh die Bevölkerung in das Innere der Kirche und verteidigte sich vom Turm aus gegen Angreifer. Der Platz um die Kirche war zugleich Friedhof der Gemeinde und blieb es bis 1844. 2020 wurden bei Sanierungsarbeiten auf dem Friedhofsgelände 12 Gräber gefunden, die aus der Zeit 900 bis 1000 nach Christus stammen.
Da der Ort Heiden als Hetha und Hethis erstmals schriftlich erwähnt wurde, halten es einige Forscher für möglich, dass die Heidener Kirche ursprünglich die im Jahr 815 gegründete Klosterkirche Hethis war.

## Ausstattung
Die Sakramentsnische mit Fialen und einem Pelikan wurde um 1500 gefertigt.
Die besonders klangschönen, bedeutenden mittelalterlichen Glocken wurden im 13., 14. und 15. Jahrhundert gegossen. Die Glocke von 1466, ein Guss von Hans Grawick, trägt eine umfangreiche Majuskelinschrift.
Der romanische Taufstein stammt aus der Kirche in Elbrinxen.

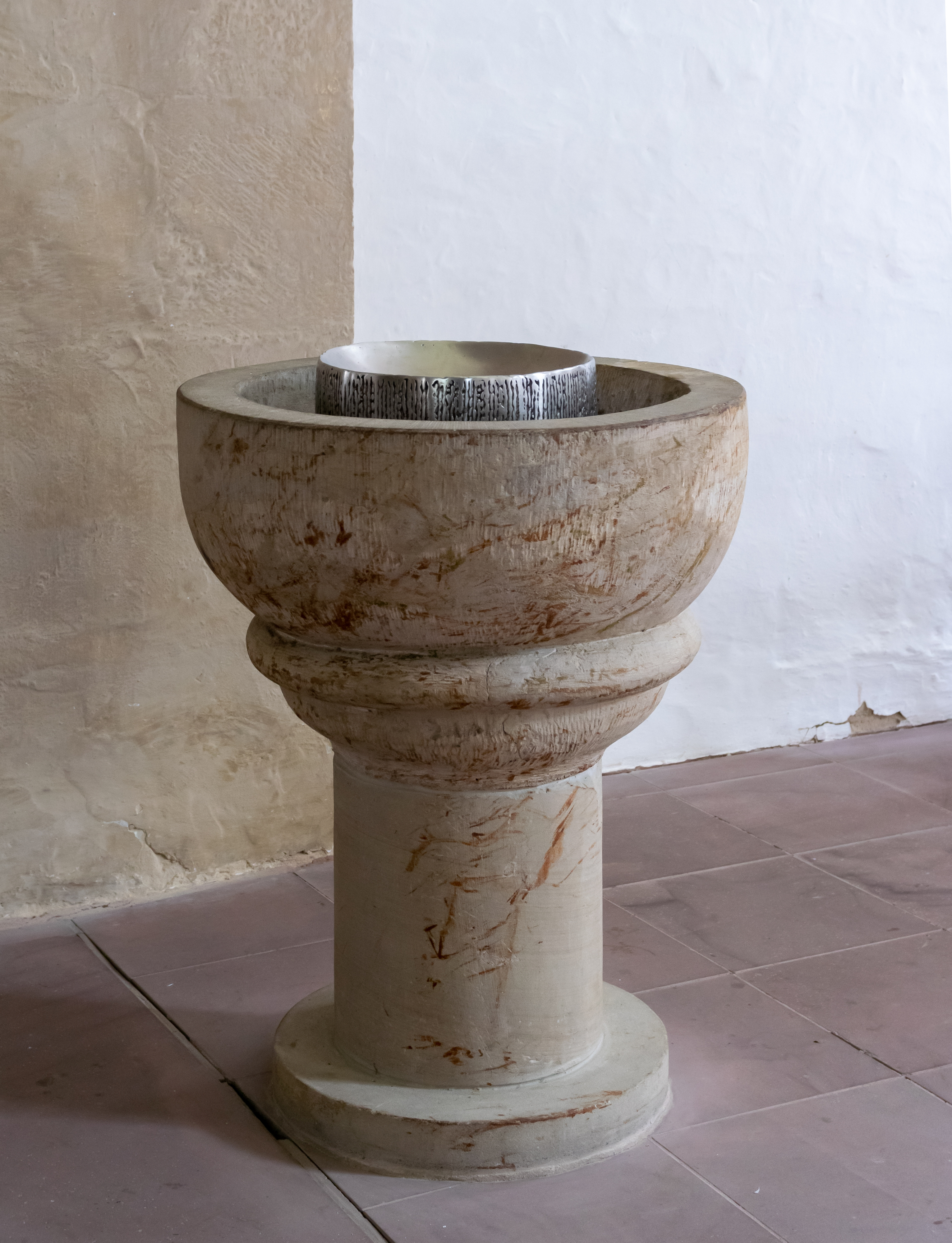
Taufstein

## Orgel

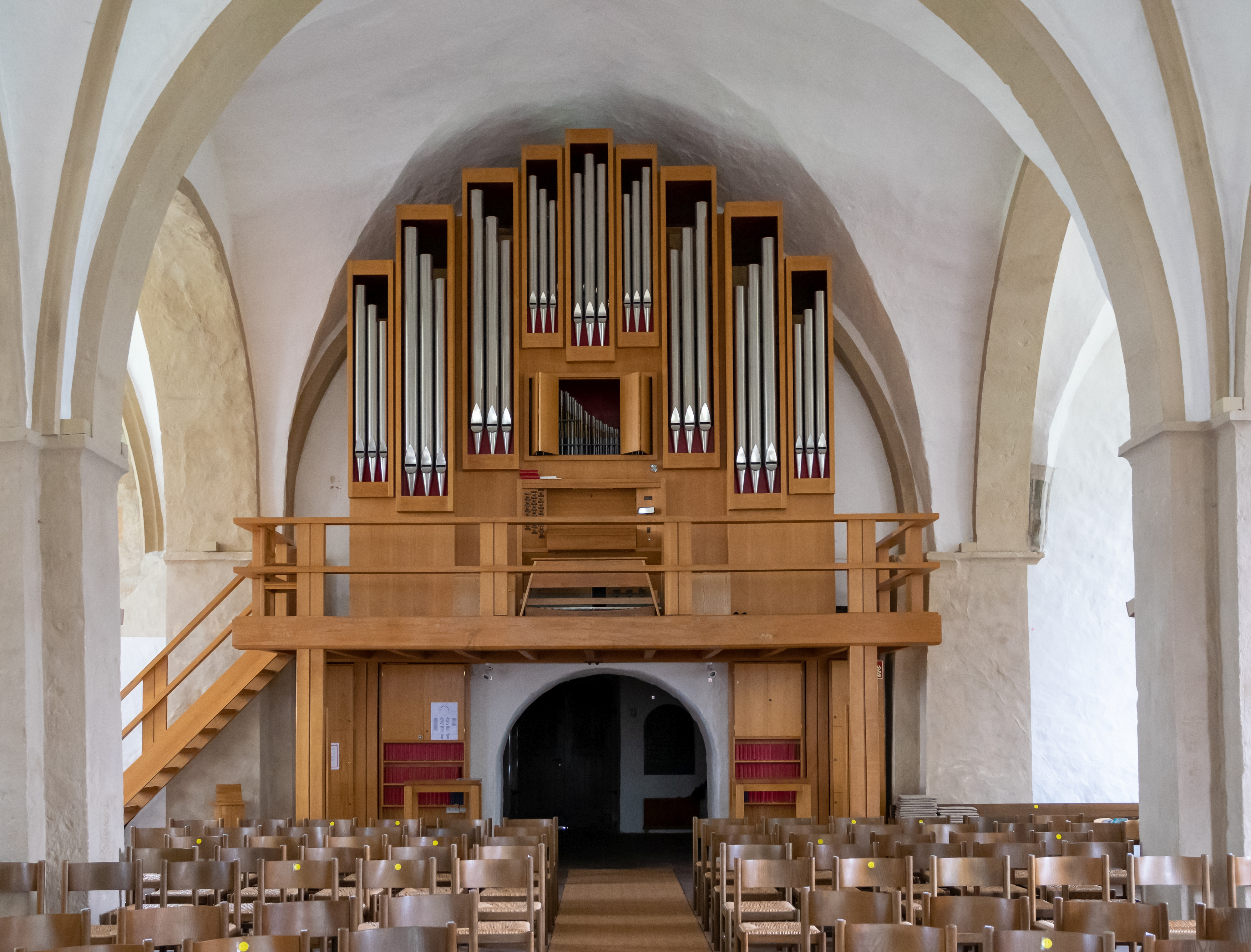
Jehmlich-Orgel

Bereits vor 1605 gab es in der Kirche eine Orgel. Für das Jahr 1836 ist eine Orgel mit 9 Registern und angehängtem Pedal dokumentiert. Um 1860 hat August Randebrock ein neues Instrument erbaut, das 1912 durch eine Orgel der Firma Friedrich Klaßmeier ersetzt wurde. Diese verschlissene Orgel wurde 1970 im Zuge einer Kirchenrenovierung entfernt. Auf der neuerrichteten Empore aus Eichenholz steht seit 1973 ein Instrument der VEB Orgelbau Dresden (Horst Jehmlich) mit 20 Registern auf zwei Manualen und Pedal. Die Intonation orientiert sich an Gottfried Silbermann.
Disposition:
| Hauptwerk C–g3 |              |    |
| 1.             | Prinzipal    | 8′ |
| 2.             | Koppelflöte  | 8′ |
| 3.             | Oktave       | 4′ |
| 4.             | Spitzflöte   | 4′ |
| 5.             | Flachflöte   | 2′ |
| 6.             | Quinte 1 1/3 |    |
| 7.             | Mixtur 5fach |    |

| Brustwerk C–g3 |                   |    |
| 8.             | Gedackt           | 8′ |
| 9.             | Rohrflöte         | 4′ |
| 10.            | Prinzipal         | 2′ |
| 11.            | Sifflöte          | 1′ |
| 12.            | Sesquialter 2fach |    |
| 13.            | Zimbel 3fach      |    |
| 14.            | Rohrschalmey      | 8′ |
|                | Tremulant         |    |

| Pedal C–f1 |                  |     |
| 15.        | Subbass          | 16′ |
| 16.        | Prinzipal        | 8′  |
| 17.        | Choralflöte      | 4′  |
| 18.        | Oktave           | 2′  |
| 19.        | Mixturbass 3fach |     |
| 20.        | Trompetenbass    | 8′  |

- Koppeln: BW/HW, HW/P, BW/P

## Umfeld
Im Umfeld der Kirche, teilweise auf dem alten Friedhofsgelände, stehen die alte Schule und das Küsterhaus aus dem 17. Jahrhundert. Aus dem 19. Jahrhundert stammen die Küsterschule, die Kinderbewahranstalt und das alte Pfarrhaus. Zum Ensemble gehören weiterhin der „Alte Krug“ und die frühere Vogtei am Marktplatz. Hinter dem Gemeindehaus befindet sich eine alte Linde, die früher als Gerichtslinde und Tanzlinde diente und auch als Tausendjährige Linde bezeichnet wird.